# 南方摇滚
南方搖滾(英語：Southern rock)是美國搖滾音樂的一個音樂流派，從鄉村音樂和藍調在美國南部地區發展而來，焦點一般都集中在電吉他和人聲上。雖然南方搖滾一詞的起源是未知的，但“許多人都認為搖滾樂的貢獻者在搖滾樂發展史上已經被極小化了”。
歐曼兄弟樂團是典型南方搖滾的樂團演奏代表之一，長時間的表演著果醬樂團，馬歇爾·塔克樂團也被稱為使用一些爵士樂器，如長笛和薩克斯風成為果醬樂團其中的一個樂團。與南方搖滾第一波鬆散關聯的行為，就像赤腳傑里和查理·丹尼爾斯。在20世紀70年代初期出現了另一波硬式搖滾群體，他們強調布吉音樂的節奏和速彈吉他的引導，歌詞讚揚了美國南方工人階級年輕人的願望和過度激進的價值觀，這與非法鄉村運動沒有什不同，音樂本身都深受60年代後期電子搖滾音樂的影響。
20世紀90年代也看到了南方搖滾對重金屬音樂的影響。此外，像里昂王族這樣的另類搖滾樂團將南方搖滾與車庫搖滾、另類鄉村和藍調搖滾相結合。1970年代早期的幾個重要的南方搖滾團體像林納·史金納、馬歇爾·塔克樂團、ZZ Top和熱罐裝樂團。

## 20世紀50年代和60年代:起源
搖滾音樂的起源大多是由美國南方演化而來的音樂，從20世紀50年代的第一波眾多搖滾樂的明星，如波·迪德利、貓王、小理查德、巴迪·霍利、傑瑞·李·劉易斯和胖子多明諾都被譽為是美國深南部地區的明星音樂家。然而，英倫入侵和20世紀60年代中期民謠搖滾和迷幻搖滾的興起，將搖滾音樂新的焦點從南方農村區域轉移到像利物浦、倫敦、洛杉磯、紐約市和舊金山等等這些大都市。在20世紀60年代早期，藍調搖滾創始人朗尼·麥克將多種無數黑白根源-音樂類型融合在搖滾樂的框架中。音樂史學家迪克·舒曼認為朗尼·麥克那個時代的錄音是“後來可以稱為南方搖滾的原型”。在60年代後期藍調搖滾樂團，如位於洛杉磯的熱罐裝樂團、位於加利福尼亞州艾爾賽里托的清水樂團和在加拿大的The Band，雖然The Band的鼓手Levon Helm是土生土長於阿肯色州，他們都深受南方藍調、布吉和鄉村音樂的影響。

## 20世紀70年代：人氣高峰
位於喬治亞州梅肯市的歐曼兄弟樂團於1969年在全國首次亮相，很快獲得了忠實的追隨者，他們的藍調搖滾一方面被納入為長期果醬樂團的聲音認為是爵士樂和古典音樂的樂團，而在另一方面則吸取當地自然元素的鄉村音樂和民間音樂。他們在電吉他和鍵盤彈奏表演方面也同樣的出類拔萃。  
Gregg Allman評論說“南方搖滾”是一個多餘的術語，就像是在說“搖滾搖滾”。來自南卡羅來納州羅伯克的馬歇爾·塔克樂團開辦了許多歐曼兄弟樂團音樂會，並創造性地與歐曼兄弟樂團能夠相提並論，在他們的音樂中使用爵士樂、靈魂樂、阿帕拉契民間和迷幻搖滾等音樂元素。
類似的南方搖滾的第一波相關行為的如北卡羅萊納州的赤腳傑里和查理·丹尼爾斯。查理·丹尼爾斯(Charlie Daniels)是一位有著新奇歌曲訣竅的大鬍子小提琴手，他用1975年的主打歌“The South's Gonna Do It”提供了自我認同為南方搖滾的國歌，歌詞中提到了所有上述的樂團，聲稱：自豪你是一個反叛/因為南方將再次做到這一點。一年前，丹尼爾斯開始在田納西州舉行了年度南方搖滾主題音樂會志願者果醬。來自南卡羅萊納州斯帕坦堡的馬歇爾·塔克樂團在“你看不見”和“在情歌中聽到”等歌曲融入到南方搖滾的音樂中。佛羅里達州坦帕市的不法分子樂團將佛羅里達州吉他軍唱片廣告商標帶入到草地上。杜安·奧爾曼在1968年初在阿拉巴馬州FAME音樂事業公司的肌肉淺灘錄音室參加了兩次彈奏“小時玻璃”專輯錄音和一次彈奏“小時玻璃”工作室錄音，已經抓住FAME唱片公司的老闆也是唱片製作人瑞克·霍爾的耳朵。1968年11月，Rick Hall聘請杜安·奧爾曼與威爾遜·皮克特合作發行專輯。杜安·奧爾曼因為在1968年Hey Jude這張專輯上的演奏，被聘為FAME唱片公司肌肉淺灘錄音工作室的全職音樂家，並引起了其他一些音樂家的注意，比如艾瑞克·克萊普頓，他後來說：“我記得聽過Wilson Pickett的“Hey Jude”只是最終被主音吉他手突出的演奏而感到震驚，我不得不馬上知道那是誰了。”瑞克·霍爾在電話裡為他播放時，杜安·奧爾曼在“Hey Jude”上的表演吸引了大西洋唱片公司的製片人和執行長傑里·韋克斯勒。隨後Jerry Wexler立即從瑞克·霍爾手中購買了歐曼兄弟樂團的唱片合约，並希望運用他與大西洋唱片各個節奏藍調藝術家的唱片發行。
隨著歐曼兄弟樂團獨特的滑音管吉他開始成熟，樂團也跟隨著時間的進化，歐曼兄弟樂團被稱為“南方搖滾”音樂代表的聲音，其中包括樂團的滑音管吉他手Dickey Betts在內，都被拿來重新定義。        
到了70年代初，一波硬式搖滾的南方樂團群體接續產生，由於英國搖滾的吉他音樂嚴重影響：值得注意的音樂是滾石樂團的基思·理查茲，由他的歌曲“Can't You Hear Me Knocking”即興演奏重複段為例，和Free (band)的吉他手Paul Kossoff的和弦節奏和獨奏作品“ All Right Now”，以及Procol Harum樂團獨具風格的吉他手Robin Trower在“Whiskey Train”演奏上的經典重現。搖擺不定的南方群體的音樂強調了布吉音樂節奏的旋律和快速的吉他聲音，帶著頌揚南方工人階級年輕人的價值觀歌詞，吐露著渴望和過度激進的態度，這與非法鄉村運動的意義是相同的。
在佛羅里達州傑克遜維爾的林納·史金納樂團主宰了這個類型，直到主唱羅尼·范·贊特和另外兩名成員在1977年的一次飛機失事中遇難。在這場悲劇性的飛機墜毀後，成員艾倫·柯林斯和蓋瑞·羅辛頓開始成為了羅辛頓柯林斯樂團。
並不是所有的南方搖滾藝術家都適合上述模具。在亞特蘭大節奏部分和驚人的節奏王牌更注重和聲，以及路易斯安那州的勒魯從印第安味的南方趴不等人，早早就加入競技場搖滾的聲音，而迪克·西渣和歐曼兄弟樂團的旁支海平面樂團探索著融合爵士樂。

## 外部連結
- Pure Southern Rock website; accessed August 6, 2014.